# Peter Beňo
Peter Beňo (ur. 2 września 1972 w Bánovcach nad Beravou) – słowacki duchowny katolicki, biskup pomocniczy nitrzański od 2021.

## Życiorys

### Prezbiterat
Święcenia kapłańskie otrzymał 14 września 1996 i został inkardynowany do diecezji Nitra. Pracował głównie jako duszpasterz parafialny, był też m.in. prefektem nitrzańskiego seminarium oraz wykładowcą instytutu teologicznego.

### Episkopat
29 stycznia 2021 papież Franciszek mianował go biskupem pomocniczym diecezji nitrzańskiej, ze stolicą tytularną Amudarsa. Sakry biskupiej udzielił mu 24 kwietnia 2021 roku biskup Viliam Judák.